# امادو سوكونا
امادو سوكونا (21 يونيو 1992 بفونتوني سو بوا في فرنسا - ) (بالفرنسية: Amadou Soukouna)‏ هو لاعب كرة قدم مالي وفرنسي في مركز الهجوم. شارك مع منتخب فرنسا تحت 19 سنة لكرة القدم. أما مع النوادي، فقد لعب مع نادي تولوز ونادي فيريا ونادي لوزيناك.

## وصلات خارجية
- امادو سوكونا على موقع رابطة كرة القدم الفرنسية للمحترفين (الإنجليزية)
- امادو سوكونا على موقع قاعدة بيانات كرة القدم.إي يو (الإنجليزية)
- امادو سوكونا على موقع ليكيب (الفرنسية)
- امادو سوكونا على موقع Soccerway.com (الإنجليزية)
- امادو سوكونا على موقع عالم كرة القدم.نت (الإنجليزية)
- امادو سوكونا على موقع AS.com (الإسبانية)